# Тейчіда (Вісконсин)
Тейчіда (англ. Taycheedah) — місто (англ. town) в США, в окрузі Фон-дю-Лак штату Вісконсин. Населення — 4554 особи (2020).

## Демографія
Згідно з переписом 2010 року, у місті мешкало 4205 осіб у 1602 домогосподарствах у складі 1295 родин. Було 1755 помешкань
Расовий склад населення:
| - 97,9 % — білих - 0,7 % — азіатів - 0,2 % — корінних американців - 0,2 % — чорних або афроамериканців |

До двох чи більше рас належало 0,8 %. Частка іспаномовних становила 1,7 % від усіх жителів.
За віковим діапазоном населення розподілялося таким чином: 22,6 % — особи молодші 18 років, 62,4 % — особи у віці 18—64 років, 15,0 % — особи у віці 65 років та старші. Медіана віку мешканця становила 45,1 року. На 100 осіб жіночої статі у місті припадало 105,2 чоловіків;  на 100 жінок у віці від 18 років та старших — 105,6 чоловіків також старших 18 років.
Середній дохід на одне домашнє господарство  становив 94 478 доларів США (медіана — 83 918), а середній дохід на одну сім'ю — 104 085 доларів (медіана — 88 818). Медіана доходів становила 53 106 доларів для чоловіків та 43 239 доларів для жінок. За межею бідності перебувало 3,1 % осіб, у тому числі 1,9 % дітей у віці до 18 років та 6,1 % осіб у віці 65 років та старших.
Цивільне працевлаштоване населення становило 2523 особи. Основні галузі зайнятості: освіта, охорона здоров'я та соціальна допомога — 23,8 %, виробництво — 14,9 %, роздрібна торгівля — 12,5 %, будівництво — 10,6 %.